# Хатива
Хатива (шп. Játiva) град је у Шпанији у аутономној заједници Валенсијанска Заједница у покрајини Валенсија. Према процени из 2017. у граду је живело 28 973 становника.

## Становништво
Према процени, у граду је 2017. живело 28 973 становника.
| 2001.  | 2010.  | 2017.  |
| ------ | ------ | ------ |
| 25.996 | 29.361 | 28.973 |